# Surahammar (comuna)
Surahammar (em sueco: Surahammar kommun;  pronúncia) é uma comuna da Suécia localizada no condado de Västmanland. Sua capital é a cidade de Surahammar. Possui 344 quilômetros quadrados e segundo censo de 2018, havia 10 088 habitantes.